# Митрагинин
Митрагинин — основной индольный алкалоид растения Mitragyna speciosa. Агонист μ-опиоидных рецепторов. Митрагинин — это 9-метокси-коринантеидин.

## Физические свойства
Физически, свободное основание — это белый, аморфный порошок с температурой плавления 102—106 °C и температурой кипения 230—240 °C. Основание растворимо в спирте, хлороформе и уксусной кислоте; считалось, что он отвечает за эффекты кратома. По структуре вещество напоминает как алкалоиды йохимбе, так и воаканганин. Гидрохлорид имеет температуру плавления в 243 °C. Это довольно стабильное вещество: четырнадцатилетние образцы не имели существенных отличий от свежего митрагинина.

## История
Впервые митрагинин был выделен Дэвидом Хупером в 1907 году и И. Дж. Филдом в 1921 году, который и дал алкалоиду название. Его строение было впервые полностью описано в 1964 году (Д. Захариас, Р. Розенштейн и И. Джефри). В 1995 году Х. Такаяма из Chiba University смог синтезировать митрагинин.

## Правовой статус
Митрагинин внесён в Список I наркотических средств, оборот которых в Российской Федерации запрещён в соответствии с законодательством Российской Федерации и международными договорами Российской Федерации.